# Bahnstrecke Lérouville–Metz
| Metz Hauptbahnhof |                      |                                                             |                                                             |
| Streckennummer (SNCF): | 89 000               |                                                             |                                                             |
| Streckenlänge: | 65 km                |                                                             |                                                             |
| Spurweite: | 1435 mm (Normalspur) |                                                             |                                                             |
| Stromsystem: | 25 kV 50 Hz ~        |                                                             |                                                             |
| Maximale Neigung: | 6 ‰                  |                                                             |                                                             |
| Minimaler Radius: | 600 m                |                                                             |                                                             |
| Streckengeschwindigkeit: | 120–160 km/h         |                                                             |                                                             |
| Zweigleisigkeit: | ja                   |                                                             |                                                             |
| |                      |                                                             |                                                             |
| \| \| \| Bahnstrecke Paris–Strasbourg von Paris \| \| \| \| 288,7 \| Lérouville \| 231 m \| \| \| \| Bahnstrecke Paris–Strasbourg nach Straßburg \| \| \| \| 290,5 \| Canal de l’Est (30 m) \| Canal de l’Est (30 m) \| \| \| 290,8 \| Bahnstrecke Paris–Strasbourg nach Straßburg \| Bahnstrecke Paris–Strasbourg nach Straßburg \| \| \| 291,5 \| Maas (42 m) \| Maas (42 m) \| \| \| 295,5 \| Girauvoisin-Saint-Julien \| 251 m \| \| \| 299,1 \| Le Neuf-Moulin \| 240 m \| \| \| 302,2 \| Rupt de Mad (12 m) \| Rupt de Mad (12 m) \| \| \| 305,4 \| Rambucourt-Bouconville \| 233 m \| \| \| \| Meuse / Meurthe-et-Moselle (3×) \| \| \| \| \| Anschlussgleis Tanklager \| \| \| \| 309,6 \| Seicheprey \| 240 m \| \| \| 315,4 \| Essey-et-Maizerais \| 236 m \| \| \| 316,3 \| Viaduc du Moulin de Corvée (Rupt de Mad) (132 m) \| Viaduc du Moulin de Corvée (Rupt de Mad) (132 m) \| \| \| 317,5 \| Viaduc d’Euzevin (Rupt de Mad) (122 m) \| Viaduc d’Euzevin (Rupt de Mad) (122 m) \| \| \| 320,6 \| Tunnel de Thiaucourt (601 m) \| Tunnel de Thiaucourt (601 m) \| \| \| 321,7 \| Thiaucourt \| 218 m \| \| \| 322,2 \| Viaduc de Thiaucourt (44 m) \| Viaduc de Thiaucourt (44 m) \| \| \| 322,6 \| Viaduc de Fey (50 m) \| Viaduc de Fey (50 m) \| \| \| 322,7 \| Viaduc de Jaulny LGV Est européenne Paris–Straßburg (480 m) \| Viaduc de Jaulny LGV Est européenne Paris–Straßburg (480 m) \| \| \| 323,3 \| Pont de Jaulny (58 m) \| Pont de Jaulny (58 m) \| \| \| 324,5 \| Jaulny \| 210 m \| \| \| 324,3 \| Rupt de Mad (76 m) \| Rupt de Mad (76 m) \| \| \| 326,3 \| Rembercourt 200 m \| Rembercourt 200 m \| \| \| \| Bahnstrecke Longuyon–Pagny-sur-Moselle von Longuyon \| \| \| \| 332,8 \| Onville \| 196 m \| \| \| 336,3 \| Arnaville \| 183 m \| \| \| 337,9 \| Meurthe-et-Moselle/Moselle \| Meurthe-et-Moselle/Moselle \| \| \| \| Pagny-sur-Moselle von und nach Nancy \| 182 m \| \| \| 339,6 \| Novéant-sur-Moselle 176 m \| Novéant-sur-Moselle 176 m \| \| \| 343,0 \| Ancy-sur-Moselle \| 174 m \| \| \| 345,2 \| Ars-sur-Moselle \| 173 m \| \| \| 346,3 \| Viaduc d’Ars (Mosel) (146 m) \| Viaduc d’Ars (Mosel) (146 m) \| \| \| 348,6 \| Überwerfungsbauwerk \| Überwerfungsbauwerk \| \| \| 347,4 \| A31 \| A31 \| \| \| 152,4 \| Bahnstrecke Réding–Metz-Ville nach Straßburg \| Bahnstrecke Réding–Metz-Ville nach Straßburg \| \| \| \| Abzw. Sablon \| \| \| \| 353,7 154,3 \| Metz-Ville \| 179 m \| \| \| 159,8 \| Abzw. Woippy \| Abzw. Woippy \| \| \| \| Bahnstrecke Metz–Luxemburg nach Luxemburg \| \| |                      |                                                             |                                                             |
| Strecke |                      | Bahnstrecke Paris–Strasbourg von Paris                      | Bahnstrecke Paris–Strasbourg von Paris                      |
| Dienststation / Betriebs- oder Güterbahnhof | 288,7                | Lérouville                                                  | 231 m                                                       |
| Abzweig geradeaus und nach rechts |                      | Bahnstrecke Paris–Strasbourg nach Straßburg                 | Bahnstrecke Paris–Strasbourg nach Straßburg                 |
| Brücke über Wasserlauf | 290,5                | Canal de l’Est (30 m)                                       | Canal de l’Est (30 m)                                       |
| Abzweig geradeaus und von rechts | 290,8                | Bahnstrecke Paris–Strasbourg nach Straßburg                 | Bahnstrecke Paris–Strasbourg nach Straßburg                 |
| Brücke über Wasserlauf | 291,5                | Maas (42 m)                                                 | Maas (42 m)                                                 |
| ehemaliger Bahnhof | 295,5                | Girauvoisin-Saint-Julien                                    | 251 m                                                       |
| ehemaliger Haltepunkt / Haltestelle | 299,1                | Le Neuf-Moulin                                              | 240 m                                                       |
| Brücke über Wasserlauf | 302,2                | Rupt de Mad (12 m)                                          | Rupt de Mad (12 m)                                          |
| ehemaliger Bahnhof | 305,4                | Rambucourt-Bouconville                                      | 233 m                                                       |
| Grenze |                      | Meuse / Meurthe-et-Moselle (3×)                             | Meuse / Meurthe-et-Moselle (3×)                             |
| Abzweig geradeaus und ehemals von rechts |                      | Anschlussgleis Tanklager                                    | Anschlussgleis Tanklager                                    |
| ehemaliger Bahnhof | 309,6                | Seicheprey                                                  | 240 m                                                       |
| ehemaliger Bahnhof | 315,4                | Essey-et-Maizerais                                          | 236 m                                                       |
| Brücke über Wasserlauf | 316,3                | Viaduc du Moulin de Corvée (Rupt de Mad) (132 m)            | Viaduc du Moulin de Corvée (Rupt de Mad) (132 m)            |
| Brücke über Wasserlauf | 317,5                | Viaduc d’Euzevin (Rupt de Mad) (122 m)                      | Viaduc d’Euzevin (Rupt de Mad) (122 m)                      |
| Tunnel | 320,6                | Tunnel de Thiaucourt (601 m)                                | Tunnel de Thiaucourt (601 m)                                |
| ehemaliger Bahnhof | 321,7                | Thiaucourt                                                  | 218 m                                                       |
| Brücke über Wasserlauf | 322,2                | Viaduc de Thiaucourt (44 m)                                 | Viaduc de Thiaucourt (44 m)                                 |
| Brücke über Wasserlauf | 322,6                | Viaduc de Fey (50 m)                                        | Viaduc de Fey (50 m)                                        |
| Kreuzung geradeaus unten | 322,7                | Viaduc de Jaulny LGV Est européenne Paris–Straßburg (480 m) | Viaduc de Jaulny LGV Est européenne Paris–Straßburg (480 m) |
| Brücke über Wasserlauf | 323,3                | Pont de Jaulny (58 m)                                       | Pont de Jaulny (58 m)                                       |
| ehemaliger Haltepunkt / Haltestelle | 324,5                | Jaulny                                                      | 210 m                                                       |
| Brücke über Wasserlauf | 324,3                | Rupt de Mad (76 m)                                          | Rupt de Mad (76 m)                                          |
| ehemaliger Haltepunkt / Haltestelle | 326,3                | Rembercourt 200 m                                           | Rembercourt 200 m                                           |
| Abzweig geradeaus, nach links und von links |                      | Bahnstrecke Longuyon–Pagny-sur-Moselle von Longuyon         | Bahnstrecke Longuyon–Pagny-sur-Moselle von Longuyon         |
| Bahnhof | 332,8                | Onville                                                     | 196 m                                                       |
| ehemaliger Haltepunkt / Haltestelle | 336,3                | Arnaville                                                   | 183 m                                                       |
| Grenze | 337,9                | Meurthe-et-Moselle/Moselle                                  | Meurthe-et-Moselle/Moselle                                  |
| Bahnhof quer · Abzweig geradeaus, nach rechts und von rechts |                      | Pagny-sur-Moselle von und nach Nancy                        | 182 m                                                       |
| Bahnhof | 339,6                | Novéant-sur-Moselle 176 m                                   | Novéant-sur-Moselle 176 m                                   |
| Haltepunkt / Haltestelle | 343,0                | Ancy-sur-Moselle                                            | 174 m                                                       |
| Bahnhof | 345,2                | Ars-sur-Moselle                                             | 173 m                                                       |
| Brücke über Wasserlauf | 346,3                | Viaduc d’Ars (Mosel) (146 m)                                | Viaduc d’Ars (Mosel) (146 m)                                |
| | 348,6                | Überwerfungsbauwerk                                         | Überwerfungsbauwerk                                         |
| Strecke mit Straßenbrücke | 347,4                | A31                                                         | A31                                                         |
| Strecke von rechts und von halblinks | 152,4                | Bahnstrecke Réding–Metz-Ville nach Straßburg                | Bahnstrecke Réding–Metz-Ville nach Straßburg                |
| |                      | Abzw. Sablon                                                |                                                             |
| Bahnhof | 353,7 154,3          | Metz-Ville                                                  | 179 m                                                       |
| | 159,8                | Abzw. Woippy                                                | Abzw. Woippy                                                |
| |                      | Bahnstrecke Metz–Luxemburg nach Luxemburg                   |                                                             |

Die Bahnstrecke Lérouville–Metz ist eine zweigleisige, elektrifizierte West-Ost-Hauptstrecke, die von der entlang der Maas weiter nach Süden verlaufenden Magistrale Paris–Strasbourg in Lérouville abzweigt, um den Bahnhof Metz anzuschließen. Dabei durchquert sie durch den Naturpark Regionaler Naturpark Lothringen und verläuft auf dem letzten Abschnitt entlang des Flüsschens Rupt de Mad bis zu seiner Mündung in die Mosel. Die Kilometrierung wird von Bahnhof Paris-Est der Bahnstrecke Paris–Strasbourg fortgesetzt.

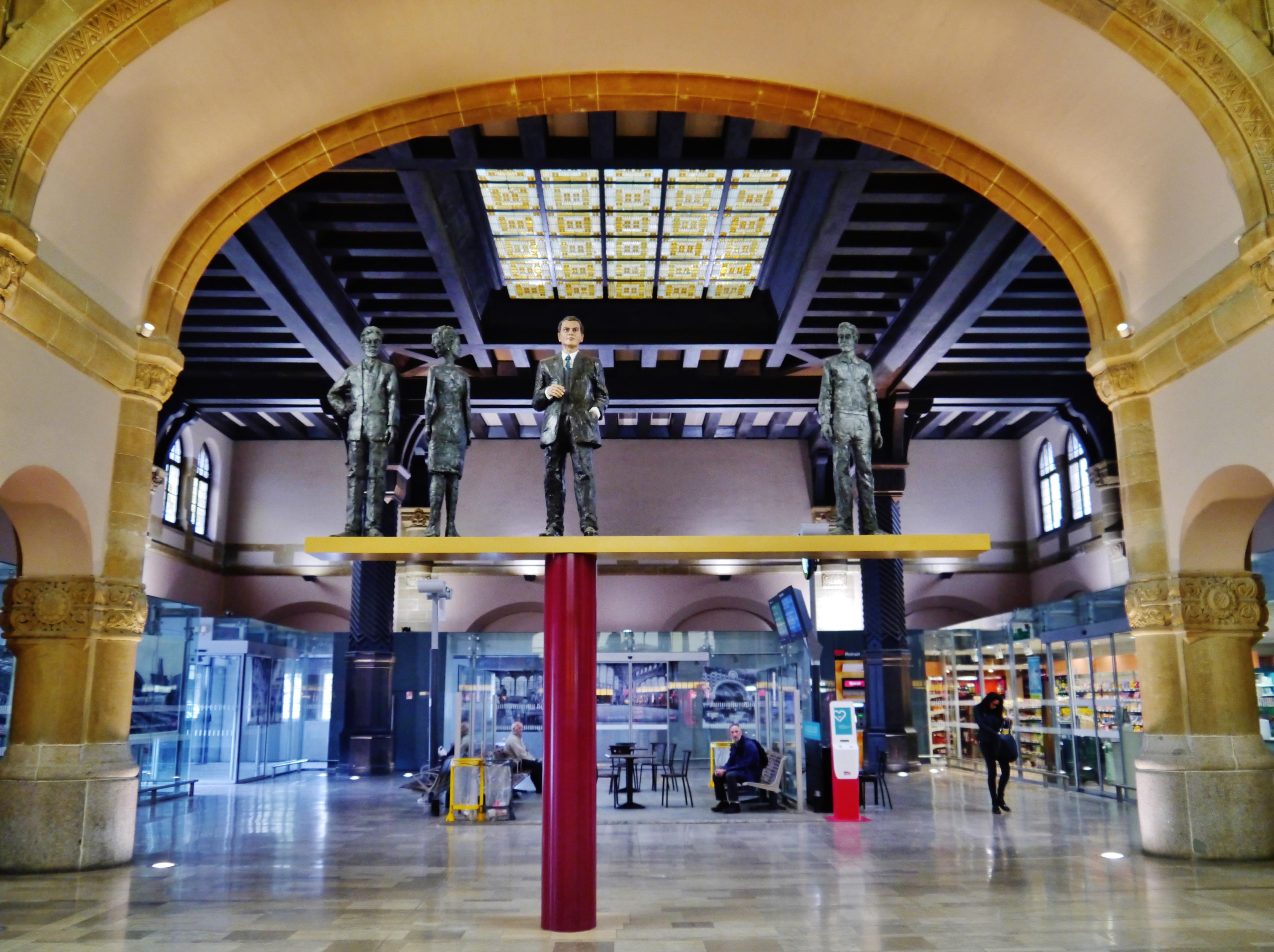
Eingangshalle Hauptbahnhof Metz

## Geschichte
Diese Eisenbahnstrecke gehört zu den sehr frühen Projekten. Die Erteilung einer Konzession erfolgte zusammen mit der der Hauptstrecke Paris–Straßburg am 25. November 1845. Darin wurde auch festgelegt, dass der Bahnbau über Metz bis zur Preußischen Grenze bei Saarbrücken führen solle. Allerdings wurde der Bau dieser Strecke damals nicht umgesetzt und war nach der durch den Deutsch-Französischen Krieg verursachten neuen Grenzziehung zwischen Deutschland und Frankreich obsolet. Erst nach dem Ersten Weltkrieg, als Metz wieder zu Frankreich gehörte, wurde der Bau der Strecke – vor allem im militärischen Interesse – 1922 beschlossen. Am 11. Mai 1931 wurde die Strecke dann – fast 90 Jahre nach der ersten Konzessionierung – eröffnet. Ursprüngliche Antragstellerin war die Compagnie du chemin de fer de Paris à Strasbourg gewesen, die 1854 von der Compagnie des Chemins de fer de l’Est (EST) übernommen wurde. Der Bau von 1922 bis 1931 erfolgte dann unter der Regie der EST.
Sie verkürzte die Distanz zwischen der Départementshauptstadt Metz mit Paris auf 394 km, beschleunigte damit den Verkehr für diese abgeschiedene Region im Osten Frankreichs. Eine Alternativstrecke mit nur 351 km über Châlons, Sainte-Ménéhould, Verdun, Conflans-Jarny und Amanvillers konnte wegen Geländeschwierigkeiten nicht durchgesetzt werden. Sie hätte stärkere Steigungen und einen Kurvenradius von nur 300 Meter bedeutet. Die dadurch notwendige, langsamere Geschwindigkeit hätte den zu erwartenden Verkehr nicht verkraftet. Zuvor schon waren Teilabschnitte eröffnet worden, so am 20. Juli 1922 das Teilstück Lérouville–Thiaucourt. Der Zeitgewinn für Schnellzüge lag Anfang der 1930er Jahre bei einer halben Stunde.
Die Strecke wurde Mitte des 20. Jahrhunderts elektrifiziert. Sie wird von Lérouville aus mit Wechselstrom 25 kV, 50 Hz versorgt.

## Streckenbeschreibung
Die Strecke kreuzt zwei Départementsgrenzen. Auf ihren gut 65 Kilometern steigt die Strecke im Tal des Flüsschens Boncourt zunächst um 20 Meter an und fällt dann bis zur Mosel wieder um 70 Meter ab. Dazwischen liegt eine weite Hochebene. Das gewundene Tal der Rupt de Mad erforderte jedoch zahlreiche Brückenbauten sowie einen 600 Meter langen Tunnel bei Thiaucourt.
Beim Bau auf der Hochebene zur Mosel hin gab es Verzögerungen, weil wenig konsistente Tone, die über Kalkschichten lagen, ins Rutschen gerieten. So war es mehrfach nötig, geplante Trassierungen zu ändern. Hangneigungen mussten abgeflacht werden. Auch die zunächst eingleisig bereits fertiggestellte Teilstrecke Thiaucourt–Onville musste komplett erneuert werden.
Der Kulminationspunkt liegt auf 252 m. Wenige Kilometer später kreuzt heute mit einem fast 500 Meter langen Viaduct (Viaduc de Jaulny) die LGV Est européenne (Paris–Straßburg). Zehn Kilometer später wird der Verteilbahnhof Onville erreicht, der die Züge von Longuyon im Norden und die Strecke nach Bahnstrecke Frouard–Novéant in Richtung Nancy verteilt. Abwärts von Onville bis Pagny-sur-Moselle gab es auf 6,8 km auch deshalb ebenfalls eine Neutrassierung, weil die Strecke von Norden kreuzungsfrei aufgenommen werden sollte, da mit einem sehr hohen Verkehrsaufkommen gerechnet wurde. Auch zwischen Pagny und Novéant wurde auf 4,9 km dieses Prinzip mit vier Spuren von Anfang an verfolgt. Die bereits bestehende Moselbrücke bei Ars-sur-Moselle wurde durch eine zweite architektonisch angepasste Brücke ergänzt.
Die Schnittstelle zwischen dem aus deutscher Tradition stammenden Rechtsbetrieb und dem in Frankreich herrschenden Linksbetrieb überwindet kreuzungsfrei ein Überwerfungsbauwerk zwischen Metz und der Moselbrücke bei Ars-sur-Moselle.
Über diese Strecke wurde anfangs neben dem Personenverkehr vor allem Kohle aus dem Saarland in Richtung Paris transportiert. Noch heute stellt dieser Verkehrsweg im Güterverkehr eine wichtige West-Ost-Verbindung dar. Über sie verkehren heute nur noch wenige Regionalverbindungen zwischen Metz und Bar-le-Duc (Mo–Sa 2×, So 1× je Richtung). Die meisten Verbindungen von Metz nach Bar-le-Duc führen wegen des höheren Passagieraufkommens über Nancy und Toul mit Umsteigen in Nancy-Ville. Sie halten noch in Lérouville, während die direkten TER-Triebwagen von Bar-le-Duc nach Metz in Lérouville nicht halten. Die früheren Schnellzüge der Destination Saarbrücken–Paris (bis 1983 z. B. D 256/257, 1984–1986 IC 156/157, 1986–1988 IC 56/57, 1988–2006 EC 56/57) wurden 2007 durch ICE-Triebwagen ersetzt, die über eine Neubaustrecke fahren, das heißt, seit der Einweihung des LGV Est européenne verkehren die Züge von und nach Frankfurt am Main hier nicht mehr. Hauptsächlich wird über die Strecke heute Frachtverkehr abgewickelt. TGV-Züge, die in Metz enden oder weiter in Richtung Luxemburg verkehren, benutzen ab Pagny ebenfalls ein Teilstück.